# Mont Incudine
El Mont Incudine, amb una alçada de 2.134 m, és el cim de més de 2000 m situat més al sud de Còrsega i inclòs en la ruta del GR20 per les grans muntanyes de l'illa. Còrsega té vora 120 pics que superen els 2.000 m d'altitud d'entre els quals els més coneguts són el mont Cinto (2706 m), la Paglia Orba (2525 m) el mont Rotondo (2622 m), el mont d'Oro (2389 m), el mont Renoso (2352 m) i el mont Incudine (2134 m).
La ruta típica per a la seva ascensió ressegueix el riu d'Asinao enfilant-se vall amunt fins al refugi d'Asinao (1536 m) i d'aquest a la cresta sud-oest que condueix al cim. En total unes 4 hores i escaig de ruta fins al cim, superant un desnivell de 1234 m.